# Igreja Presbiteriana na Irlanda
A Igreja Presbiteriana na Irlanda (em inglês: Presbyterian Church in Ireland; irlandês: Eaglais Phreispitéireach em Éirinn e em Escocês-Irlandês: Prisbytairin Kirk em Airlann) é a maior denominação protestante na Irlanda do Norte e a maior denominação presbiteriana na República da Irlanda. Como a maior parte das igrejas cristãs dos dois países, a igreja está presente em toda a Ilha da Irlanda.

## História
O Presbiterianismo chegou a Irlanda durante o período da Plantação de Ulster em 1610. No reinado de Jaime I da Inglaterra um grande número de presbiterianos escoceses migraram para a Irlanda, isso foi fruto de uma projeto de colonização da Irlanda pelo Reino Unido, porém, os católicos que se encontravam na Ilha da Irlanda temiam tal colonização, de forma que organizaram movimentos separatistas e massacres de presbiterianos escoceses.
O primeiro afastamento da Igreja da Escócia, da qual os presbiterianos na Irlanda faziam parte, ocasionou a criação do Presbitério do Ulster em 1642 por capelães de um exército escocês que chegou ao país para conter a revolta de irlandeses católicos, contudo, em 1941 um grande número de católicos escoceses organizaram uma levante que resultou na morte de muitos presbiterianos escoceses. Com o apoio de Oliver Cromwell o número de congregações e presbitérios multiplicaram-se rapidamente. Após a Restauração do controle da Irlanda, os ministros não-conformistas foram removidos das paróquias da Igreja Estabelecida, visto que a administração irlandesa não conseguiria manter financeiramente os ministros. Os presbiterianos sofreram muitas restrições religiosas, mas foram autorizados a permanecer na Irlanda com os salários dos ministros pagos através dodonum regium - literalmente 'presente do rei'.
Guilherme III de Inglaterra recompensou o apoio presbiteriano contra Jaime II de Inglaterra, com um aumento do donum regium. A partir dos anos de 1690, as congregações presbiterianas, agora organizados no Sínodo de Ulster, gozavam de liberdade prática da religião, confirmado pela Lei de Tolerância de 1719 . No entanto, os seus membros mantiveram-se muito conscientes tanto da continuidade das deficiências legais sob as leis penais sobre o tema, quanto dificuldades econômicas, visto que muitos eram agricultores arrendatários e se opuseram ao pagamento de dízimos para apoiar a Igreja da Irlanda . Ao longo do século XVIII, muitos presbiterianos estavam envolvidos em movimentos para a reforma, o que culminou com a sua participação de destaque na Sociedade dos Irlandeses Unidos . Outros presbiterianos migraram para a América do Norte, estimativas indicam que cerca de 250.000 pessoas foram para a região dos atuais Estados Unidos da América.
No século XVIII existiram tensões significativas dentro do Sínodo dos Ulster, que ficou dividido entre os representantes que foi chamado de "Velhas Luzes" e "Novas Luzes". Os defensores das Velhas Luzes eram calvinistas conservadores que acreditavam que ministros e ordenados deveriam subscrever a Confissão de Fé de Westminster.  Já o partido das Novas Luzes eram mais liberais e estavam descontentes com a Confissão de Westminster e não exigiam que os ministros subscrevem-na. As Novas Luzes prevaleceram no Sínodo dos Ulster durante o século XVIII, fazendo com que os presbiterianos escoceses mais conservadores formassem grupos que ficaram conhecidos como Discidentes e Covenanters. Foi então formado o Sínodo da Secessão que só voltou a unir-se com o Sínodo de Ulter em 1840.
No século XIX, uma crença de que alguns daqueles que não subscreviam a Confissão de Westminster eram de fato arianos provocou uma nova fase no conflito interno da igreja. Isso acabou quando dezessete ministros contrário a subscrição separam-se com suas congregações para formar o Sínodo Remonstrante, que mais tarde deu origem a Igreja Presbiteriana Não-Subescrevente da Irlanda. Isto levou à restauração da subscrição obrigatória da Confissão de Westminster dentro do Sínodo de Ulster e facilitou a união com os dissidentes em 1840 para criar a Assembleia Geral da Igreja Presbiteriana na Irlanda. A igreja unida era ativo na atividade missionária tanto no âmbito nacional como no estrangeiro, resultado disto foi o Avivamento de Ulster de 1859.

## A Igreja Hoje
A denominação tem 545 congregações em 19 presbitérios em toda a Irlanda. Tem atualmente cerca de 240.000 membros.
A sede da igreja está em Fisherwick Place, Belfast, em um edifício que fora extensivamente renovado como parte de um projeto multimilionário entre 2010-2012. Duas faculdades teológicas formada no século XIX que pertenciam a igreja, Colégio Magee (Derry) e Faculdade de Assembly (Belfast), se fundiram em 1978 para formar Colégio Teológico União em Belfast. O Colégio oferece educação de pós-graduação para os candidatos da denominação para o ministério em tempo integral .
Até 2007, a igreja foi ligado a uma cooperativa de crédito chamada Sociedade Presbiteriana Mutua, que foi responsável pela falência economia de quase 10.000 membros, os quais quase todos os quais também eram membros da igreja.
A IPI está envolvido na educação, evangelismo, serviço social e missão em uma série de áreas em todo o mundo. Atualmente trabalha na Índia, China, Oriente Médio, Jamaica, Indonésia, Nepal e Brasil.

## Relações inter-eclesiásticas
A Igreja Presbiteriana na Irlanda, é um dos membros fundadores da Aliança Mundial de Igrejas Reformadas e é atualmente membro da Comunhão Mundial das Igrejas Reformadas, Conselho Irlandês de Igrejas, Conferências das Igrejas Europeias, e da Comunidade de Igrejas Protestantes na Europa. Embora seja membro fundador em 1980 a igreja se retirou do Concílio Mundial das Igrejas e em 1989 a igreja se recusou a participar do Conselho Britânico de Igrejas.
A igreja teve parcerias especiais com a Igreja Presbiteriana do Brasil (IPB) e Igreja Presbiteriana Independente do Brasil(IPIB) para a plantação de igrejas no Brasil. Todavia, em 2018, a IPB decidiu por fim ao relacionamento com a denominação.

## Doutrina
A igreja subscreve a Confissão de Fé de Westminster, Credo dos Apóstolos e Credo de Niceia. Desde 1973 a igreja admite a Ordenação Feminina.

## Ler também
- Finlay Holmes: A Igreja Presbiteriana na Irlanda:. Uma História Popular (Blackrock, Co. Dublin: The Columba Press, 2000) ISBN 1-85607-284-3
- Laurence Kirkpatrick: Presbiterianos em Portugal:. Uma História Ilustrada (Holywood, Co. Down: BookLink, 2006) ISBN 0-9554097-1-3
- Ian McBride:Política Escritura: Ulster presbiterianos e irlandês radicalismo no final do século XVIII , (Oxford: Calrendon Press, 1998) ISBN 0-19-820642-9
- Bruce Gaston: Uma História Resumida Da Irlanda (Corpory Bruce Gaston, 2012)